# Аргиса
Аргиса (на старогръцки: Ἆργισσα)  е град в Антична Тесалия на пеласгите, намиращ се на 40 стадия от другия пеласги – Атра.  Тези два града, заедно с Лариса, са образували Пеласги триполис, в отличие от триполиса на север от Пеней в Северна Тесалия, който бил на пераебите.
Влизал е в тесалийската тетрархия. Стените му са датирани от 6-5 век. пр. Хр. На Агората му били разположени храмове свидетелстващи за култа към Аполон Питийски (виж Питийски игри) и Артемида.